# Tomas Rousseaux
Tomas Rousseaux (* 31. März 1994 in Jette) ist ein belgischer Volleyballnationalspieler.

## Karriere
Rousseaux stammt aus einer Volleyball-Familie. Seine Eltern Emile und Karin waren belgische Nationalspieler in dieser Sportart. In seiner Jugend spielte er auch Fußball, bevor er sich für Volleyball entschied. Er begann seine Karriere bei Kruikenburg Ternat, wo auch sein Vater angefangen hatte. In der Saison 2011/12 spielte er bei der Topsportschool Vilvoorde. Mit der Junioren-Nationalmannschaft, deren Kapitän er war, gewann er 2012 die Bronzemedaille bei der U20-Europameisterschaft. Anschließend wurde der Außenangreifer vom Erstligisten Knack Roeselare verpflichtet. Dort war sein Vater der Trainer. Gleich in der ersten Saison gewann Tomas Rousseaux mit dem Verein das Double aus Meisterschaft und nationalem Pokal. Außerdem wurde er 2013 zum belgischen Nachwuchsspieler des Jahres gewählt. 2014 und 2015 wurde Roeselare ebenfalls belgischer Meister. Außerdem spielte Rousseaux mit dem Verein in der Volleyball Champions League. 2015 wechselte Rousseaux dann zum italienischen Erstligisten Gabeca Volley Monza. Seine Schwester Hélène spielte zu der Zeit ebenfalls in Monza. Mit der belgischen Nationalmannschaft nahm er an der Volleyball-Weltliga 2015 und 2016 teil. Im Sommer 2016 wurde er vom deutschen Bundesligisten VfB Friedrichshafen verpflichtet. Mit dem Verein gewann er in der Saison 2016/17 den DVV-Pokal und wurde deutscher Vizemeister. Mit der Nationalmannschaft wurde er Vierter bei der Europameisterschaft 2017. Danach wechselte er zum polnischen Verein AZS Olsztyn. Bei der Weltmeisterschaft 2018 kam er mit Belgien in die zweite Runde. In der Saison 2018/19 spielte er bei GKS Katowice. Anschließend wechselte er zum Ligakonkurrenten Asseco Resovia Rzeszów. Mit Belgien wurde er Neunter der EM 2019.